# Кривцово (Кимрский район)
Кривцово — опустевшая деревня в Кимрском районе Тверской области. Входит в состав Центрального сельского поселения.

## География
Находится в юго-восточной части Тверской области на расстоянии приблизительно 4 км на север-северо-запад от районного центра города Кимры.

## История
В 1859 году здесь (деревня Корчевского уезда Тверской губернии) было учтено 14 дворов.

## Население
Численность населения: 100 человек (1859 год), 0 как в 2002 году, так и в 2010.